# Loncovilius
Loncovilius — рід жуків родини хижаків (Staphylinidae). Поширений на півдні Південної Америки. Мешкають у помірних лісах.

## Опис
Середнього розміру жуки (близько 10 міліметрів завдовжки). Мають подовжені, коричневі короткі крила. Вони мають зовнішню схожість з великим родом Quedius, але, ймовірно, не є з ним тісно пов'язаними. Голова широко округлої форми з досить маленькими фасеточними очима. Антени тонкі, приблизно такі ж завдовжки, як передня частина тіла. Переднеспинка досить велика (найширше місце на тілі), округла, з парою міцних точкових ямок посередині. Надкрила досить короткі, тонковолосисті та густо пунктовані. Задня частина тулуба злегка звивиста, дрібно опушена. Ноги досить короткі, на гомілках кілька міцних щетинок.

## Види
- Loncovilius barclayi Reyes-Hernández, Hansen, Shaw & Solodovnikov, 2023[1]
- Loncovilius cantharoides Reyes-Hernández, Hansen, Shaw & Solodovnikov, 2023
- Loncovilius carlsbergi Reyes-Hernández, Hansen, Shaw & Solodovnikov, 2023
- Loncovilius edwardsianus (Korge, 1963)
- Loncovilius germaini (Scheerpeltz, 1933)
- Loncovilius hammondi Reyes-Hernández, Hansen, Shaw & Solodovnikov, 2023
- Loncovilius impunctus Reyes-Hernández, Hansen, Shaw & Solodovnikov, 2023
- Loncovilius lividipennis (Fairmaire & Germain, 1861)
- Loncovilius semiflavus (Fairmaire & Germain, 1862)
- Loncovilius variabilis Reyes-Hernández, Hansen, Shaw & Solodovnikov, 2023